# سانجوليانو سيتي
سانجوليانو سيتي(بالإيطالية: F.C. Sangiuliano City)‏، المعروف باسم (بالإيطالية: Sangiuliano City)‏ أو ببساطة (بالإيطالية: Sangiuliano)‏، هو نادي كرة قدم إيطالي.